# Sergey Viktorovich Lavrov
Sergey Viktorovich Lavrov (tiếng Nga: Серге́й Ви́кторович Лавро́в) là một chính khách của Liên bang Nga. Ông là Ngoại trưởng của Liên bang Nga từ tháng 3 năm 2004.

## Thời gian làm việc tạiSri Lanka
Ông sinh ngày 21 tháng 3 năm 1950 tại Moskva, Nga Xô viết (nay là Liên Bang Nga). Cha ông là người gốc Armenia đến từ Tbilisi. Ông từng tốt nghiệp tại Học viện quan hệ quốc tế tại Moskva vào năm 1972.
Sau khi tốt nghiệp, ông đã đến Sri Lanka như một nhà ngoại giao của Liên Bang Xô Viết cho đến năm 1976. Sau đó, ông trở về và làm việc tại văn phòng của Bộ Ngoại giao.

## Làm việc cho phái bộ ngoại giao Liên Xô và Nga tạiLiên Hợp Quốc
Năm 1981, ông đến Liên hợp Quốc và làm cố vấn cho Liên bang Xô Viết tại New York, Hoa Kỳ cho đến năm 1988. Ông làm việc cho Bộ Ngoại giao cho đến năm 1994, khi trở lại Hoa Kỳ, ông là người đại diện chính thức của Nga (Liên Xô đã tan rã vào năm 1991, thay thế cho Liên Xô tại Liên Hợp Quốc là Nga). Sau đó ông từng là chủ tịch Hội đồng Bảo an Liên Hợp Quốc vào các năm 1995, 1997, 1998, 1999, 2000, 2002, 2003.

## Ngoại trưởng Nga
Vào tháng 3 năm 2004, ông được tổng thống Nga Vladimir Putin bổ nhiệm vào chức vụ ngoại trưởng thay cho ông Igor Ivanov.

## Đời tư
Các thú giải trí của Lavrov là Rafting, làm thơ, một người hâm mộ đội bóng Spartak, thích uống rượu Whiskey Scotland và hút thuốc lá liên tục. Bên cạnh ngôn ngữ mẹ đẻ là tiếng Nga, ông nói thông thạo tiếng Anh, Pháp, Dhiveli và Sinhala.